# 鹿児島県立薩南工業高等学校
鹿児島県立薩南工業高等学校（かごしまけんりつ さつなんこうぎょうこうとうがっこう）は、鹿児島県南九州市知覧町郡にある県立工業高等学校。

## 設置学科
- 機械科
- 建築科
- 都市工学科
- 情報技術科
- 生活科学科

## 沿革
- 1909年（明治42年） - 知覧村立工業従弟学校開校
- 1921年（大正10年） - 知覧村立実科高等女学校開校
- 1926年（大正15年） - 鹿児島県立薩南工業学校に改称
- 1937年（昭和12年） - 土木科設置
- 1944年（昭和14年）4月 - 採鉱冶金科を設置[1]。
- 1948年（昭和23年） - 鹿児島県立薩南工業学校と知覧町立高等女学校を母体に鹿児島県知覧高等学校が発足
- 1950年（昭和25年） - 鹿児島県薩南高等学校に改称
- 1959年（昭和34年） - 鹿児島県立薩南工業高等学校に改称、機械科設置
- 1963年（昭和38年） - 電気科設置
- 1985年（昭和60年） - 生活科学科設置
- 1991年（平成3年） - 情報技術科設置
- 1998年（平成10年） - 都市工学科設置

## 女学校による知覧飛行場奉仕隊

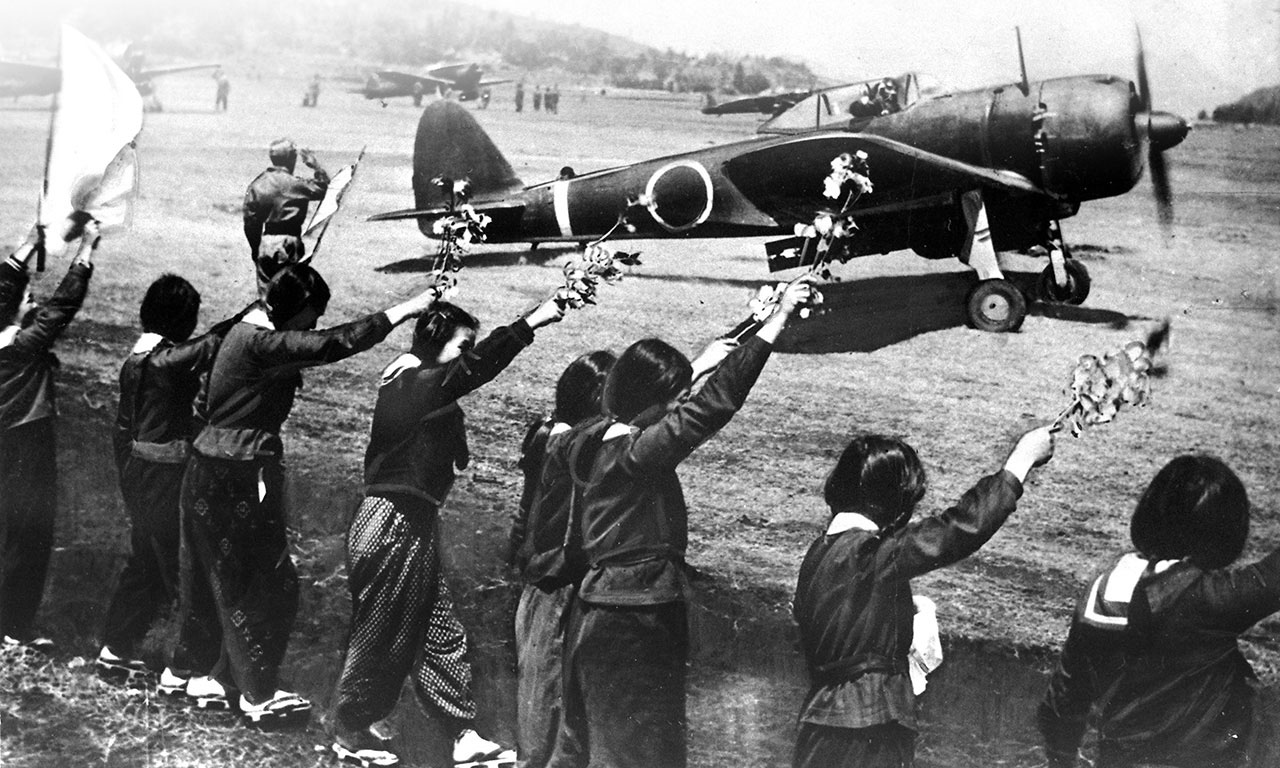
1945年4月12日、知覧陸軍飛行場より出撃する第20振武隊穴沢利夫少尉搭乗機と、それを見送る知覧町立高等女学校の女学生達

- 本校の前身である知覧町立高等女学校の生徒は太平洋戦争末期、知覧陸軍飛行場から出撃する特別攻撃隊、飛行戦隊に対して洗濯や給仕等で奉仕した。この奉仕隊は戦後「なでしこ隊」という名称で親しまれ現在に至っている。

## 関係者
著名な出身者
- 内司正弘 - プロ野球選手（投手・内野手・外野手、大阪タイガース）
- 諏訪高広 - プロレスラー
- 難波春水 - 作詞家

著名な教職員
- 文田哲雄教諭（1960年4月～1968年3月、美術） - 洋画家、鹿児島県立短期大学名誉教授、鹿児島市立美術館第12代館長